# 권동찬
권동찬(權東贊, 1919년 2월 15일 ~ 1951년 1월 1일)은 대한민국의 군인으로 한국 전쟁 당시 자결했다.
강원도 철원의 동송 출생으로 1934년 보통학교를 졸업한 후 철원공립보통학교 고등과에 입학하여 1936년 3월에 졸업하고 경성지구법원 철원지청에 취직하였다.
이후 1937년 12월에는 경성지구법원 검사국고장으로 영전하였으며 1940년 7월 철원세무소에 취직한 후 징용과 공출 등 일본의 압정으로 만주로 건너가 만주국립청년특별연성소에 들어가 구대장에 취임, 만주에 거주하는 한국청년들에 대한 훈련을 담당하게 되었다.
해방 후 고향인 철원으로 돌아온 그는 동네 청년들을 모아 군사훈련을 실시하는 한편 밤에는 문맹퇴치 활동에 주력하던 중 북한의 공산화에 염증을 느끼고 서울로 월남해 1946년 2월 20일 국방경비대 제7연대에 입대하였으며, 9월 23일 태릉의 국방경비사관학교 제2기로 입교하여 12월 14일 졸업과 동시에 육군 참위로 임관되어 군번을 부여받았다.
1947년 1월 제5연대에 배속되어 소대장과 중대장 그리고 대대부관으로 근무한 후 1950년 3월 육군소령으로 제11연대 부연대장에 임명되었으며, 5월에 중령으로 진급한 그는 한 달만에 한국 전쟁에 참전하여 낙동강 전선에서 활약을 펼치다가 1951년 1월 1일 제2사단 32연대장으로 가평에서 중공군과 싸우다 자결했다.
사후 1952년 6월 16일 태극무공훈장을 수여되고 한편 육군 준장으로 추서하였으며 유해는 1961년 3월 1일 서울 동작동 국립현충원 장군묘역 1-5에 안장되었다.